# Raymond Thorne
Raymond Comstock „Ray” Thorne (ur. 29 kwietnia 1887 w Chicago, zm. 10 stycznia 1921 w Los Angeles) – amerykański pływak, srebrny medalista olimpijski Letnich Igrzysk 1904 w Saint Louis.
Razem z klubem Chicago Athletic Association zdobył srebrny medal olimpijski w sztafecie pływackiej na 4 × 50 jardów stylem dowolnym. Wziął również udział w wyścigu na 50 jardów stylem dowolnym, gdzie zajął 6. miejsce.
Zginął w wypadku samochodowym.